# Йокутские языки

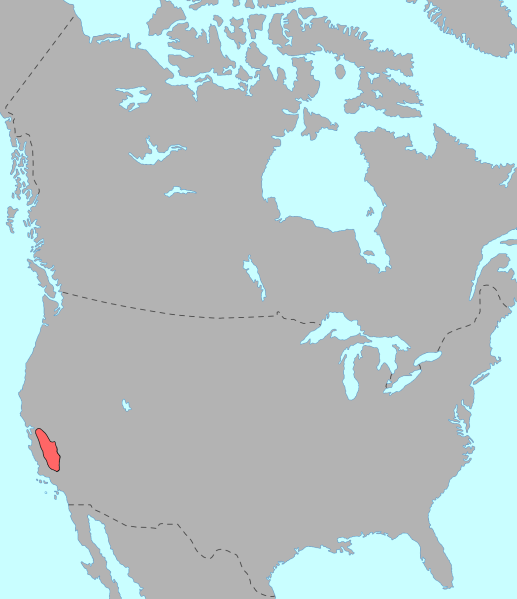
Распространение йокутских языков к приходу европейцев

Йоку́тские языки (йокуцские, йокутс, марипозские; Yokuts, Yokotch) — семья индейских языков Северной Америки. Были распространены среди индейцев-йокутов в центральных районах Калифорнии в бассейне реки Сан-Хоакин вплоть до западных отрогов Сьерра-Невада. По переписи 1990 года насчитывалось 103 носителя всех йокутских языков, по переписи 2000 — всего 30 человек.

## Внутренняя классификация

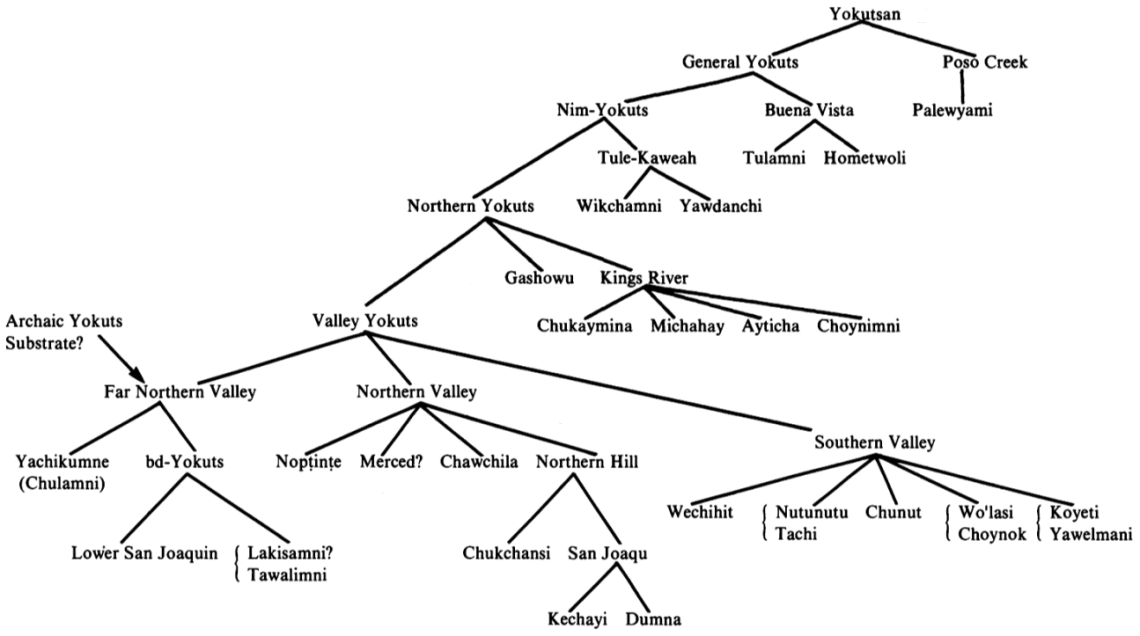
Классификационная схема йокутских языков согласно Whister & Golla 1986.

Большинство йокутских языков и диалектов вымерло. Согласно последним исследованиям выделяется шесть языков, из которых лишь на одном или двух ещё говорят незначительные группы индейцев.
- палеуями (посо-крик, алтинин, палевиами; Palewyami) †
- собственно йокутская подсемья
  - буэна-виста †: диалекты туламни, хометволи (хометвали), лоасау и тухохи
  - ним-йокутская ветвь
    - туле-кавия (Tule-Kaweah) (†): диалекты викчамни (вучамни), яуданчи (нутаа, яусанчи), кавия, йокод и бокнинувад
    - севернойокутская группа:
      - кингс-ривер (†): диалекты чукаймина, мичахай, айтича (кочеяли), чойнимни, тойхича
      - гашову (касон) †
      - долинно-йокутский язык (долинный йокут):
        - дальнесеверное наречие (Far Northern Valley) †: диалекты ячикумне (чуламни), нижне-сан-хоакинский, чалостака, лакисамни-тавалимни
        - северное наречие (Northern Valley): диалекты ноптинте (нупчинче), мерсед, чаучила, чукчанси, кечайи, думна, далинчи, толтичи
        - южное наречие (Southern Valley): диалекты вечихит, нутунуту-тачи, чунут, воласи-чойнок, койети-явелмани (йоулумни), вовол, теламни, апиачи, цинеухиу, вимильчи.

С точки зрения этнографии йокуты делились на долинных (носители долинно-йокутского языка) и
предгорных (Foothill Yokut: все остальные языки и долинные диалекты чукчанси, кечайи, думна (т. н. Northern Hill). Под North Foothill, упоминаемом в переписях, имеется в виду именно диалект чукчанси, а не языки собственно предгорных йокутов.
Данные о наличие и числе носителей отдельных языков и диалектов противоречивы. Для диалекта тачи (южное наречие долинно-йокутского языка) действует специальная языковая программа (Head Start). Для диалекта чукчанси (северное наречие) на федеральный грант был разработан алфавит и сейчас идёт подготовка разговорника и словаря. Про несколько других языков известно, что ещё недавно ими владели небольшие группы носителей и они хотя бы частично передавались детям — другие диалекты долинно-йокутского (кечайи, явелмани), кингс-ривер (диалект чойнимни) и туле-кавия (викчамни). В то же время в итогах последней переписи 2000 года упоминается лишь один язык — «Foothill North Yokuts» (видимо, диалект чукчанси) с 30 носителями, а в переписи 1990 года — две языка: Foothill North Yokuts (78 чел.) и Tachi (25 чел.)
.
Из йокутских языков больше всего лингвистами изучался ныне вымерший диалект явелмани южного наречия долинно-йокутского языка.

## Внешние связи
Традиционно йокутская семья включается в гипотетическую пенутийскую макросемью, однако это предположение до сих пор не доказано. Тем не менее некоторые лингвисты считают эту гипотезу вполне вероятной, особенно в том, что касается связей йокутской и утийской семей («йок-утийская» гипотеза, согласно К. Каллахан).

## Фонология
Для протойокутского языка восстанавливается следующая фонологическая система:

### Гласные
|          | Передние | Средние | Задние |
| -------- | -------- | ------- | ------ |
| Закрытые | *i *iˑ   | *ɨ *ɨˑ  | *u *uˑ |
| Средние  |          |         | *o *oˑ |
| Открытые |          | *a *aˑ  |        |

### Согласные
|                     |                  | Губные | Зубные | Ретрофлексные | Зубные сибилянты | Палатальные | Велярные | Глоттальные |
| ------------------- | ---------------- | ------ | ------ | ------------- | ---------------- | ----------- | -------- | ----------- |
| Смычные и аффрикаты | Непридыхательные | *p     | *t     | (*ṭ)          | (*c)             |             | *k       | *ʔ          |
| Смычные и аффрикаты | Придыхательные   | *pʰ    | *tʰ    | *ṭʰ           | *cʰ              |             | *kʰ      |             |
| Смычные и аффрикаты | Глоттализованные | *p̓     | *t̓     | *ṭ̓            | *c̓               |             | *k̓       |             |
| Щелевые             | Щелевые          |        |        | *ṣ            | *s               |             | *x       | *h          |
| Носовые             | Простые          | *m     | *n     |               |                  |             | *ŋ       |             |
| Носовые             | Глоттализованные | *m̓     | *n̓     |               |                  |             | (*ŋ̓)     |             |
| Боковые             | Простые          |        | *l     |               |                  |             |          |             |
| Боковые             | Глоттализованные |        | *l̓     |               |                  |             |          |             |
| Полугласные         | Простые          | *w     |        |               |                  | *y          |          |             |
| Полугласные         | Глоттализованные | *w̓     |        |               |                  | *y̓          |          |             |

## Лексика
Примеры лексических соответствий в различных йокутских языках и диалектах и протойокутские реконструкции:
| Значение | чукчанси  | яуданчи   | явелмани | тачи   | койети | протойокутский |
| -------- | --------- | --------- | -------- | ------ | ------ | -------------- |
| рот      | č’ey      | č’iːy     | c’iy     | -      | -      | *č’iy          |
| зуб      | theːli    | theːti    | theːyiy  | -      | theyiː | *theːliy       |
| бровь    | t’imeːsil | čimeːžit  | t’imeṭh  | -      | -      | *t’imeṭh       |
| медведь  | nohʔoʔ    | ŋohoʔo    | nohʔoʔ   | -      | -      | *ŋohʔo         |
| гора     | -         | tomith    | lomith   | lomith | -      | *lomith        |
| рвать    | -         | khöṭh-    | kheːṭ’i  | -      | -      | *kheːṭ’(i)     |
| болеть   | thixthin  | čhüxüčh   | thexthin | -      | -      | *thixth-       |
| нос      | sinik’    | ṭhüŋükh   | ṭhinik’  | -      | -      | *ṭhiŋik’       |
| три      | ṣoːphin   | šoːphin   | ṣoːphin  | -      | -      | *šoːphin       |
| четыре   | hathpanay | hat’phaŋi | hotponoy | -      | -      | *hot-poŋoy     |